# Franz Sales Kandler
Franz Sales Kandler (* 23. August 1792 in Klosterneuburg, Niederösterreich; † 27. September 1831 in Baden bei Wien) war ein österreichischer Beamter und Musikwissenschafter.

## Leben

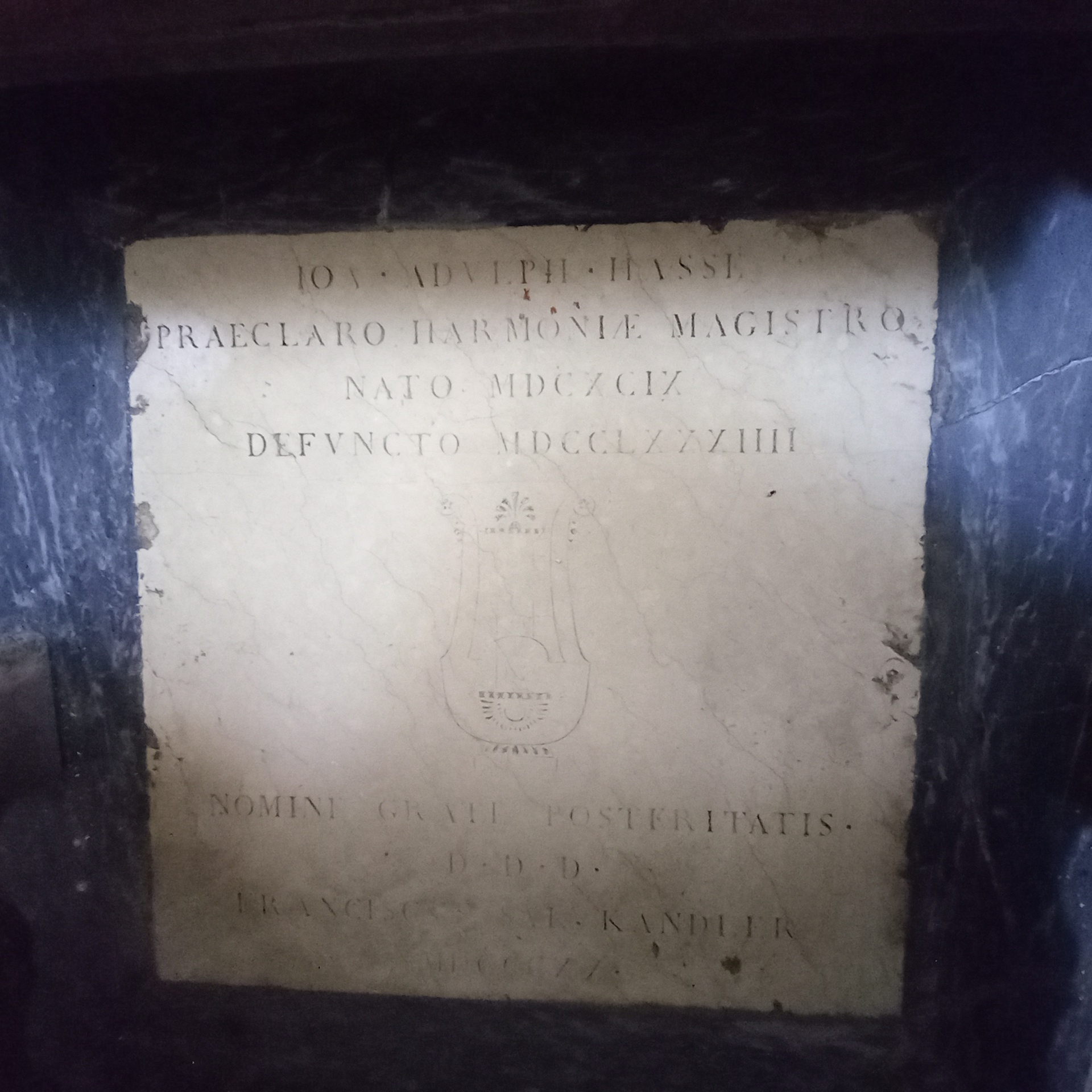
Das Grab von Johann Adolph Hasse in San Marcuola mit Nennung Kandlers

Kandler, Sohn eines Schullehrers, wurde 1802 als Sängerknabe in die Wiener Hofmusikkapelle und das k. k. Konvikt aufgenommen. Daneben erhielt er Unterricht im Generalbass und in Harmonielehre bei Johann Georg Albrechtsberger, Antonio Salieri und Adalbert Gyrowetz.
Anschließend studierte er Philosophie und Jura an der Universität Wien und erhielt 1815 eine Stelle im Hofkriegsrat. Aufgrund seiner guten Italienischkenntnisse wurde er 1817 nach Venedig versetzt und 1821 zur Armee nach Neapel beordert. 1826 konnte er nach Wien zurückkehren.
Er nutzte seinen Italienaufenthalt zu intensiven Studien der dortigen Musikgeschichte, über die er mehrere Bücher veröffentlichte. Während seines Aufenthaltes in Venedig hatte Kandler die verfallene Ruhestätte von Johann Adolph Hasse in der Kirche San Marcuola aufgefunden und dieselbe 1820 mit einem Denkstein von weißem Marmor und einer Inschrift versehen. 
Kandler starb im Alter von 39 Jahren an der Cholera.

## Beziehung zu Beethoven
Beethoven schrieb nach dem plötzlichen Tod des Geigers Wenzel Krumpholz am 2. Mai 1817 – kurz vor Kandlers Abreise nach Venedig – in dessen Stammbuch den dreistimmigen Gesang der Mönche WoO 104 („Rasch tritt der Tod den Menschen an“) nach einem Text aus Friedrich Schillers Schauspiel Wilhelm Tell.
1825 erschien in Mailand eine Partitur von Beethovens Oratorium Christus am Ölberge op. 85 mit einem italienischen Text von Kandler.

## Werke (Auswahl)
- Cenni storico-critici intorno alla vita ed alle opere del celebre compositore Giovanni Adolfo Hasse, detto il Sassone, Venedig 1820
- Ehren-Spiegel der k. k. österreichischen Armee. Eine Darstellung derjenigen k. k. Militär-Individuen, welche in- und ausländische Ritter-Orden, Würden und Ehrenzeichen besitzen, Wien: Carl Gerold 1831 (Digitalisat)
- Ueber das Leben und die Werke des G. Pierluigi da Palestrina, genannt der Fürst der Musik, Leipzig: Breitkopf & Härtel 1834 (Digitalisat)